# Lateristachys lateralis
Espèce
Lateristachys lateralis, est une espèce de lycopode de la sous-famille des Lycopodielloidées. Elle sert d’espèce type au genre Lateristachys.

## Taxonomie

### Historique
L’espèce aujourd’hui connue sous le nom de Lateristachys lateralis a été décrite pour la première fois en 1807 par Robert Brown sous le nom de Lycopodium laterale, dans son ouvrage fondateur Prodromus Florae Novae Hollandiae et Insulae Van Diemen . Cette plante, récoltée en Nouvelle-Galles du Sud, appartenait alors à un vaste genre fourre-tout, Lycopodium, qui regroupait la majorité des lycopodes en l’absence de distinctions morphologiques précises.
Au fil des décennies, la systématique des Lycopodiaceae s’est affinée. L’espèce fut transférée dans le genre Lycopodiella, caractérisé par des tiges souvent ramifiées, des sporophylles distincts, et des strobiles généralement terminaux ou dressés. Toutefois, certaines espèces se démarquaient par la position latérale et sessile de leurs cônes. C’est pourquoi en 1983, le botaniste tchèque Josef Holub créa le genre Lateristachys, pour isoler ces formes particulières . Lycopodiella lateralis devint alors Lateristachys lateralis, espèce type du genre.

### Description
Lateristachys lateralis est une petite plante herbacée cryptogame de la famille des Lycopodiaceae, appartenant à la sous-famille des Lycopodielloideae. Elle se distingue des autres lycopodes par sa taille modeste, son port rampant et surtout par ses cônes sporifères latéraux et sessiles, particularité morphologique qui lui a valu d’être isolée dans un genre distinct.
La plante se développe à partir de tiges allongées, couchées ou rampantes, souvent ramifiées, mesurant généralement de 10 à 30 cm de long. Ces tiges, enracinées à leur base ou aux points de contact avec le sol, forment des colonies basses et étalées. Les ramifications sont souvent sympodiales et les rameaux secondaires peuvent se redresser légèrement.
Les feuilles, ou microphylles, sont disposées de manière spiralée, parfois quadrangulaire. Elles sont linéaires à lancéolées, longues de 1,5 à 3 mm, appliquées ou légèrement dressées, à sommet aigu à aristé, et de couleur vert clair à jaune-vert. Les feuilles fertiles (sporophylles) sont peu ou pas différenciées des feuilles stériles.
L’élément distinctif majeur de l’espèce réside dans ses cônes sporifères (strobiles), qui ne sont pas terminaux comme chez la plupart des Lycopodielloideae, mais latéraux : insérés directement sur les côtés des rameaux, à l’aisselle de feuilles normales, sans pédoncule visible. Ces cônes sont cylindriques, étroits, mesurant entre 5 et 12 mm de long pour 1 à 2 mm de diamètre, et apparaissent généralement isolés ou en groupes de deux. Chaque sporophylle porte à sa base un sporange contenant des spores toutes identiques (plante homosporée).
Ainsi, Lateristachys lateralis est reconnaissable à son port bas et étalé, à ses feuilles linéaires denses, et surtout à ses strobiles latéraux sessiles, un caractère unique parmi les lycopodes australiens et néo-zélandais, qui a justifié sa séparation du genre Lycopodiella ,.

## Répartition et habitat
L’espèce présente une distribution disjointe notable en Australie, Nouvelle-Zélande et Nouvelle-Calédonie, typique des végétaux issus du supercontinent Gondwana. Cette répartition a suscité de nombreux travaux biogéographiques, soulignant l’importance de la vicariance et des processus d’isolement évolutif. iInféodée à des milieux humides à très humides, elle croît dans des milieux tourbeux souvent menacés par le drainage, l’urbanisation ou les incendies contrôlés. Elle est strictement terrestre .

## Conservation
Longtemps négligée, l’espèce a fait l’objet de redécouvertes locales, notamment en Nouvelle-Zélande, où elle est aujourd’hui classée dans la catégorie « At Risk – Naturally Uncommon » selon les critères nationaux de conservation. Ce statut désigne une espèce naturellement rare, à l’aire de répartition restreinte ou au faible effectif, mais qui ne montre pas de déclin significatif. Il n’existe pas d’équivalent strict dans le système français, mais cette catégorie correspond globalement à une espèce localisée ou peu abondante, classée en préoccupation mineure (LC) ou quasi menacée (NT) selon les critères de l’UICN.